# Eugraptoblemma pictalis
Eugraptoblemma pictalis là một loài bướm đêm trong họ Noctuidae.